# Jan Andrea Lievens

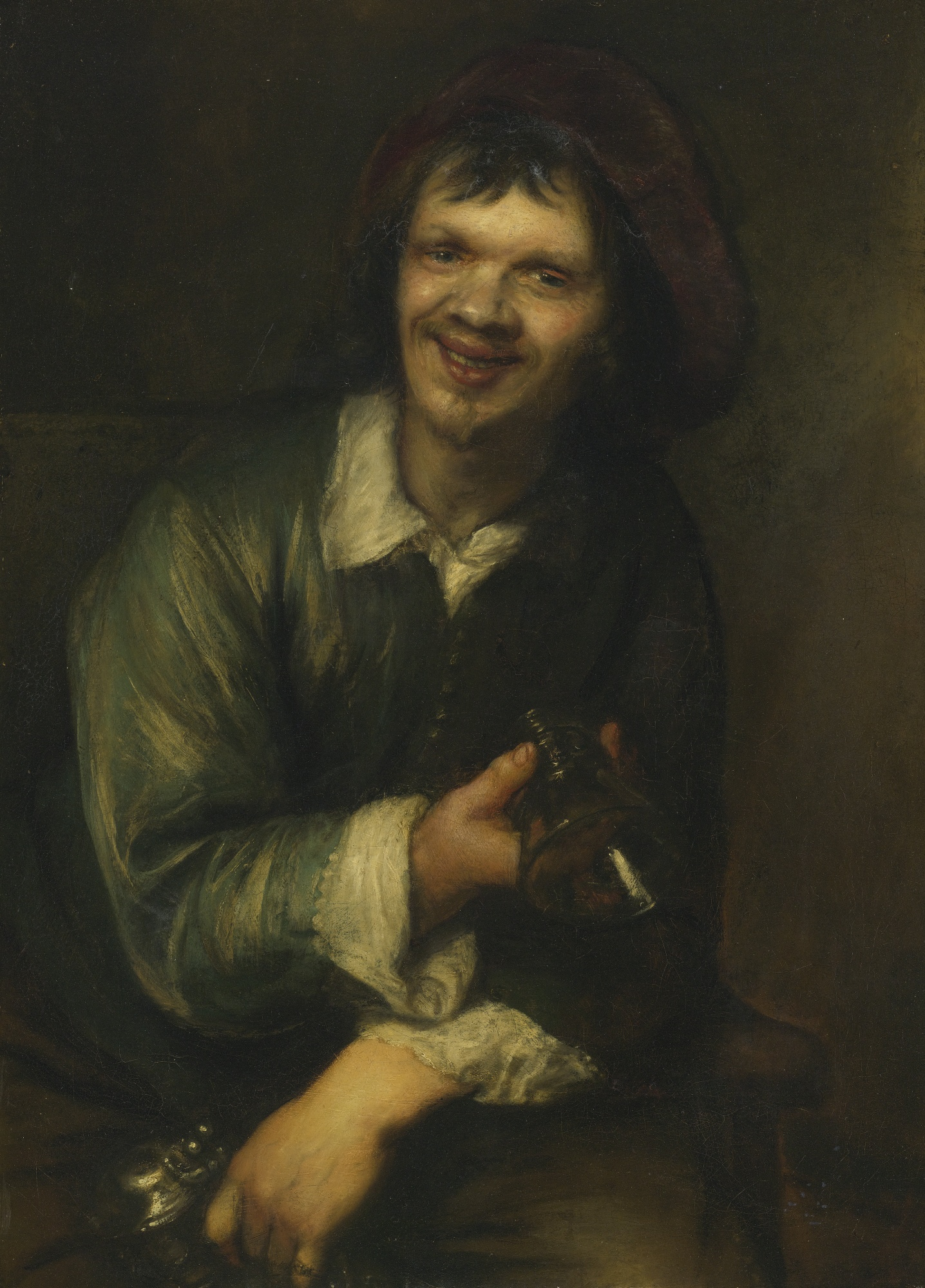
Ritratto di Jan Andrea Lievens con bicchiere e boccale (1660)

Jan Andrea Lievens, o Jan Andreas Lievens o Jan Andries Lievens o Jan Andrea Livens o Jan Lievens II (Anversa, 20 gennaio 1644 (battezzato) – Amsterdam, 30 gennaio 1680 (sepolto)), è stato un pittore e disegnatore olandese del secolo d'oro.

## Biografia

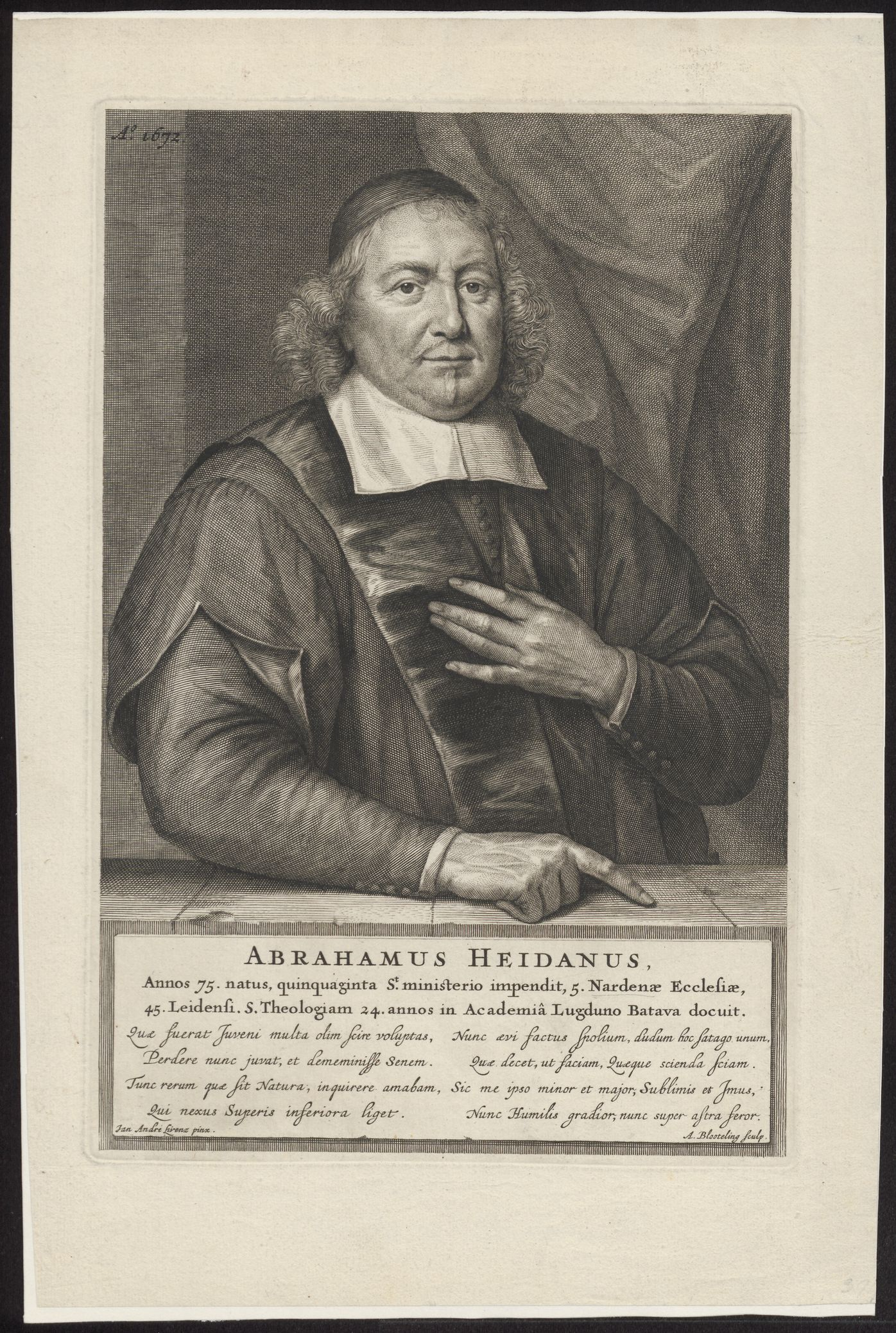
Ritratto di Abraham Heidanus, incisione di Abraham Bloteling da dipinto di Jan Andrea Lievens

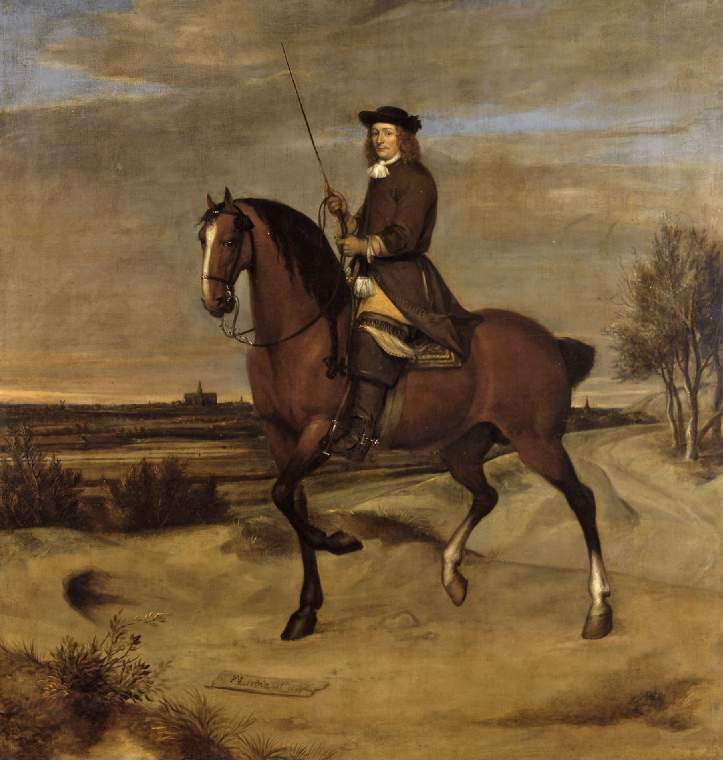
Ritratto equestre di Dirck Decker (1671)

Figlio e allievo di Jan Lievens, fu attivo tra il 1665 ed il 1680 ad Amsterdam, Leida e probabilmente anche a Parigi nel 1680. Nel 1666 fu apprendista nell'atelier di famiglia e nel 1668 divenne cittadino di Amsterdam.
Realizzò principalmente paesaggi e ritratti, in particolare equestri. Tra i ritratti citiamo Il ritratto di Gregorius van Kermt e sua moglie come Scipione e Pallante, iniziato nel 1668 e il Ritratto di Abraham Heidanus. Le sue opere presentano reminiscenze di Antoon van Dyck, Tiziano, Annibale Carracci e Jan Lievens.
Firmava le sue opere con i monogrammi IAL e JAL.
Jan Verkolje fu suo allievo, tra il 1665 ed il 1670.